# Hydroptila pullata
Hydroptila pullata är en nattsländeart som beskrevs av Donald G. Denning 1948. Hydroptila pullata ingår i släktet Hydroptila och familjen smånattsländor. Inga underarter finns listade i Catalogue of Life.